# 奎爾蒂冰原島峰
75°45′S 71°45′W / 75.750°S 71.750°W
奎爾蒂冰原島峰是南極洲的冰原島峰，全長13公里，處於托馬斯山脈西南面24公里，由美國探險隊發現，以威斯康辛大學麥迪遜分校的地質學家命名。